# Prohypotyphla ochracea
Prohypotyphla ochracea är en tvåvingeart som beskrevs av Friedrich Georg Hendel 1934. Prohypotyphla ochracea ingår i släktet Prohypotyphla och familjen Pyrgotidae. Inga underarter finns listade i Catalogue of Life.